# Pero macdunnoughi
Pero macdunnoughi är en fjärilsart som beskrevs av Samuel E. Cassino och Louis W. Swett 1922. Pero macdunnoughi ingår i släktet Pero och familjen mätare. Inga underarter finns listade i Catalogue of Life.